# 척 카
척 카(Chuck Carr, 본명: 찰스 리 글렌 카 주니어, Charles Lee Glenn Carr Jr., 1967년 8월 10일 ~ 2022년 11월 12일)는 미국 메이저 리그 베이스볼 외야수였다.

## 경력
카는 1993년 확장 드래프트에서 마이애미 말린스의 원래 멤버로 플레이할 때까지 플레이 시간을 많이 받지 못했다. 카는 그 해 58개의 도루로 내셔널 리그 (야구) 1위를 차지했다.
8시즌 통산 507경기에 출전해 1,713타석, 254득점, 435안타, 81복식, 7삼합, 13홈런, 123타점, 144도루, 149볼넷, 타율 0.254, 출루율 .316, 장타율 .332, 총루 569개, 희생안타 30개, 희생플라이 10개, 고의사구 4개를 기록했다.
카는 1997년 브루어스에서 급히 떠난 사건으로 가장 많이 기억된다. 스트라이크 수 없이 두 개의 공을 가지고 3루로 튀어나온 후 다음 투구를 하라는 신호를 받은 후 카는 감독 필 가너(Phil Garner)로부터 질문을 받았다. 카는 가너에게 제3자를 통해 "그건 처키의 게임이 아니다. 처키가 2-0으로 해치운다. "라고 답한 것으로 알려졌다. 그는 그 직후 클럽에서 석방되었다. 그는 그 시즌의 남은 기간을 1997년 내셔널 리그 센트럴에서 우승한 휴스턴 애스트로스와 함께 뛰었다. 그는 1997년 내셔널 리그 디비전 시리즈 3차전에서 존 스몰츠에게 포스트시즌 홈런을 쳤다. 홈런은 그의 메이저리그 경력의 결승전 타석에서 나왔다.